# Aripuanã
Aripuanã est une municipalité brésilienne située dans l'État du Mato Grosso.